# Czubrowice
Czubrowice est une localité polonaise de la gmina de Jerzmanowice-Przeginia, située dans le powiat de Cracovie en voïvodie de Petite-Pologne.